# Holger Reedtz-Thott
 Der er for få eller ingen kildehenvisninger i denne artikel, hvilket er et problem. Du kan hjælpe ved at angive troværdige kilder til de påstande, som fremføres i artiklen.

Holger Reedtz-Thott (ved dåben Holger Reedtz) (døbt 21. november 1745 – 19. november 1797) til Rugtved og Voergård var en dansk godsejer og kammerherre. 
Han var søn af Peder Reedtz til Voergård og Hendrikke Sophie Rosenkrantz.
Han arvede Gavnø efter Otto Thott og oprettede Stamhuset Gavnø 1786. Samtidig fik han 21. april bevilling på navnet Reedtz-Thott og på at føre den uddøde slægt Thotts våbenskjold sammen med sit eget. 
Han giftede sig 1782 med Anna Magdalene Beate von Woida (1754 – 15. juli 1826). Sønnen Otto Reedtz-Thott blev den første lensbaron til Baroniet Gaunø, oprettet 1805.